# Jan Hemelrijk
Jan Hemelrijk (* 28. Mai 1918 in Arnhem; † 16. März 2005) war ein niederländischer Mathematiker, der sich mit Statistik befasste und Professor für Statistik an der Universität Amsterdam war.
Hemelrijk wurde 1950 bei David van Dantzig an der Universität Amsterdam promoviert (Symmetrische Tests und andere Anwendungen der Theorie von Neyman and Pearson, niederländisch). Danach war er Assistant von van Dantzig am Centrum Wiskunde & Informatica in Amsterdam und leitete dort die Beratung in Statistik (zum Beispiel schlug sich das im Report der Delta-Kommission 1960, Teil 3, über Sturmflutgefahren nieder). Ab 1952 war er Professor an der Universität Delft und ab 1960 als Nachfolger von van Dantzig Professor in Amsterdam.
Er war Herausgeber von Statistica Neerlandica (der Vereniging voor Statistiek en Operationele Research) und hielt 1969/70 die erste Statistik-Reihe im Fernsehprogramm der Teleac.
Zu seinen Doktoranden zählen Gijsbert de Leve und Willem van Zwet.